# Hiparco
Hiparco (em grego clássico: Ίππαρχος; romaniz.: Hipparkhos; Niceia, 190 a.C. — 120 a.C.) foi um astrônomo grego, construtor de máquinas, exímio cartógrafo e matemático da Escola de Alexandria, nascido em Niceia, na Bitínia (hoje İznik, na Turquia). Viveu em Alexandria, sendo um dos grandes representantes da Escola Alexandrina, do ponto de vista da contribuição para a mecânica. Trabalhou sobretudo em Rodes, entre 161 e 126 a.C.
Hoje é considerado o fundador da astronomia científica e também chamado de pai da trigonometria por ter sido o pioneiro na elaboração de uma tabela trigonométrica, com valores de uma série de ângulos, utilizando a ideia pioneira de Hípsicles (180 a.C.), herdada dos babilônios, da divisão do círculo em 360 partes iguais (140 a.C.) e a divisão do grau em sessenta minutos de sessenta segundos.
Viveu em uma época posterior a Idade de Ouro da produção matemática daquela universidade, atingida com Euclides, Apolônio, Eratóstenes e Arquimedes e que, a partir daí, entrou em declínio, mas foi um grande astrônomo, sem dúvida, e morreu em Rodes. Além de produzir algo inovador como a tabela de cordas, inventou um método para a resolução de triângulos esféricos.
Na astronomia é considerado uma figura de transição entre astronomia babilônica e a obra de Ptolomeu. Levou para a Grécia os conhecimentos babilônicos sobre a graduação sexagesimal do círculo e a partir daí definiu a rede de paralelos e meridianos do globo terrestre. Destacou-se pelo rigor de suas observações e segurança das conclusões a que chegou.
Fez descobertas fundamentais para a astronomia: rejeitou a teoria heliocêntrica de Aristarco de Samos e desprezou os ensinamentos da astrologia; criticou a obra geográfica de Eratóstenes e empregou rigorosos princípios matemáticos para a localização de pontos na superfície da Terra.
Entre suas contribuições na astronomia citam-se a organização de dados empíricos derivados dos babilônicos, melhoramentos em constantes astronômicas importantes tais como duração do dia e do ano, com uma aproximação de 6min30s, elaboração do primeiro catálogo estelar da história com cerca de 850 estrelas, e a impressionante descoberta da precessão dos equinócios, o movimento cíclico ao longo da eclíptica, na direção oeste, causado pela ação do Sol e da Lua sobre a direção do eixo de rotação da Terra e que tem um período de cerca de 26 000 anos.
Foi Hiparco quem introduziu o conceito de grandeza, associado ao brilho aparente (e não as dimensões) das estrelas. Ele chamou as estrelas mais luminosas de “primeira grandeza”, assim prosseguindo até as menos brilhantes, no limite da visibilidade humana, as estrelas de “sexta grandeza”. Nascia em seu primeiro catálogo de estrelas, o conceito de magnitude.
Inventou um dioptro especial (também chamado de Bastão de Tiago) que era uma régua graduada, com um guia e um cursor, usada para medir ângulos. Usou-a para medir o diâmetro aparente do Sol e da Lua, e determinou as coordenadas celestes das estrelas.
Criou o primeiro astrolábio, instrumento usado para medir a distância angular de qualquer astro em relação ao horizonte (150 a.C.). Criou o sistema de localização pelo cálculo de longitude e latitude e dividiu em zonas climáticas o mundo habitado então conhecido. Para a cartografia, criou um método de projeção estereográfica.
Hiparco também deduziu o valor correto de 8/3 para a razão entre o tamanho da sombra da Terra e o tamanho da Lua e também que a Lua estava a 59 vezes o raio da Terra de distância; o valor correto é 60. Ele determinou a duração do ano com uma margem de erro de 6 minutos.
De acordo com historiadores, até o final da vida Hiparco dedicou-se ao estudo da Lua e elaborou a previsão dos eclipses futuros, por 600 anos.

## Astrolábio
O astrolábio é um instrumento naval antigo, inventado por Hiparco e usado para medir a altura dos astros acima do horizonte e determinar a posição dos astros no céu. Foi por muito tempo utilizado como instrumento para a navegação marítima com base na determinação da posição das estrelas.
Também era utilizado para resolver problemas geométricos, como calcular a altura de um edifício ou a profundidade de um poço. Era formado por um disco de latão graduado na sua borda, num anel de suspensão e numa mediclina (espécie de ponteiro). O astrolábio náutico era uma versão simplificada do tradicional e tinha a possibilidade apenas de medir a altura dos astros para ajudar na localização em alto mar.
O astrolábio moderno de metal foi inventado por Abraão Zacuto em Lisboa, ao serviço da coroa portuguesa, mediante melhoria de versões árabes – o que pode ter vindo para Portugal por meio do conhecimento legado pelos Templários à Ordem de Cristo.

## Descoberta da precessão dos equinócios

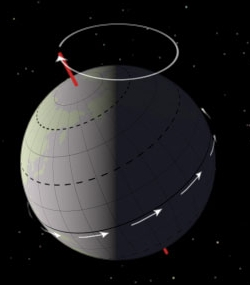
Diagrama moderno da precessão dos equinócios, em que a Terra sofre precessão tal qual um pião em torno de seu eixo, completando uma volta em aproximadamente 26000 anos

Atribui-se a Hiparco a descoberta da precessão dos equinócios, isto é, que há variação na direção do eixo de rotação da Terra, naquela época identificado como eixo de rotação da esfera celeste, devido à influência gravitacional da Lua e do Sol. Para deduzir a precessão, Hiparco comparou as posições de várias estrelas em sua época com aquelas catalogadas por Timócaris de Alexandria (c. 320–260 a.C.) e Aristilo de Alexandria (c. 283–260 a.C.). Em particular, Timócaris havia registrado a posição da estrela Spica a 172° do ponto vernal no ano de 273 a.C. O ponto vernal é aquele pelo qual o Sol passa quando cruza o equador celeste no mês de março. Hiparco, no ano de 129 a.C., notou que Spica estava "deslocada" 2° em relação ao ponto vernal. Tomando a Terra como estática, Hiparco constatou um deslocamento angular da esfera celeste como um todo em relação ao ponto vernal.[carece de fontes?] Portanto, Hiparco descobriu que os pontos em que a trajetória aparente do Sol cruza o equador celeste mudam com o tempo, especificamente, antecipam-se em relação aos anos passados. Daí deriva o termo precessão: os equinócios futuros precedem os passados.[carece de fontes?]

## Trigonometria
A trigonometria tem como objetivo principal o estudo das relações entre lados e ângulos de um triângulo e constitui instrumento indispensável na resposta a necessidades da Astronomia e ainda da navegação, cartografia e da topografia. Hoje, a trigonometria usa-se em muitas situações, nomeadamente na física.
A palavra trigonometria tem origem na Grécia da palavra trígono (triângulo) + metro (medida). Etimologicamente, significa medida de triângulos.
Por vezes pensa-se que a origem da trigonometria está exclusivamente ligada à resolução de situações de medição de terrenos ou determinação de medidas sobre a superfície da terra. O seu desenvolvimento como ciência exata veio a exigir medições e cálculos de grande precisão.
Hiparco de Niceia ganhou o direito de ser chamado "o pai da trigonometria" pois na segunda metade do século II a.C., fez um tratado em doze livros que se ocupa da construção do que deve ter sido a primeira tabela trigonométrica, uma tábua de cordas, Ptolomeu também construiu uma tabela de cordas que fornece o seno dos ângulos de 0° a 90° com incrementos de 15". Evidentemente Hiparco fez estes cálculos para usá-los em sua astronomia.
Ele usou e introduziu na Grécia a divisão da circunferência em 360º, dos babilônios, ao invés da divisão grega em 60 graus. Estudou também as funções trigonométricas, sendo por alguns considerado o criador da trigonometria. Dividindo o diâmetro do círculo em 120 partes, ele determinou, pelo cálculo, e não somente por aproximações, o valor das cordas com relação às diversas partes do diâmetro. Utilizou a trigonometria para fazer medições, prever eclipses, fazer calendários e na navegação.
Hiparco adotava para o raio da Terra o valor de 8 800 km (o raio terrestre mede cerca de 6 378 km). De posse desse valor, Hiparco tentou achar a distância da Terra à Lua da maneira descrita a seguir.
Suponhamos que a Lua seja observada de dois pontos C e E:
Quando estiver diretamente sobre o ponto E, um observador em C vê a Lua nascer no horizonte. Conhecendo a localização dos pontos C e E, Hiparco estimou a medida do ângulo Â. Como a distância AC é igual ao raio da Terra, o problema de Hiparco era o seguinte: conhecidos um dos lados (8 800 km) de um triângulo retângulo e um de seus ângulos (Â), determinar a hipotenusa AB.
Tal problema pode ser resolvido se observarmos que em triângulos retângulos semelhantes as razões, constantes, entre as medidas dos seus lados podem ser associadas aos seus ângulos. Estas razões são chamadas razões trigonométricas. Hiparco organizou diversas tabelas relacionando razões trigonométricas com ângulos.

Ilustração do teorema

As relações trigonométricas num triângulo retângulo constituíram um avanço no estudo das relações métricas nos triângulos porque estas, estabelecem fórmulas que relacionam entre si, medidas de segmentos, enquanto que as razões trigonométricas relacionam medidas de ângulos com medidas de segmentos (lados dos triângulos).

## Teorema de Hiparco
O teorema de Hiparco, muitas vezes confundido com o teorema de Ptolomeu diz: "para qualquer quadrilátero inscritível, a razão entre as diagonais é igual a razão da soma dos produtos dos lados que concorrem com as respectivas diagonais".
{\displaystyle {\frac {m}{n}}={\frac {a\cdot b+d\cdot c}{a\cdot d+c\cdot b}}}